# Bokmässan i Leipzig
Bokmässan i Leipzig (tyska: Leipziger Buchmesse) är en årlig bokmässa i Leipzig, Sachsen. Det är Tysklands näst största i sitt slag, efter bokmässan i Frankfurt.
Bokmässan i Leipzig äger rum under fyra dagar i mars, i Leipzigmässan. År 2015 hade mässan 2 263 utställare från 42 länder och 251 000 besökare.
Sedan 2005 delas priset Preis der Leipziger Buchmesse ut vid mässan, för en tyskspråkig bok i kategorierna skönlitteratur, facklitteratur och översättning.

## Historia
Bokmässan i Leipzig har anor från 1500-talet, då motreformationen innebar en konkurrensfördel för det protestantiska Leipzig gentemot den katolskt belägna bokmässan i Frankfurt. Efter andra världskriget förlorade mässan mycket av sin forna betydelse, i och med att Leipzig låg i Östtyskland.
Efter återföreningen 1990 diskuterades en nedläggning av bokmässan i Leipzig, men istället växte den snabbt i betydelse. En viktig faktor för framgången var mässans internationella inriktning. En annan var initiativet "Leipzig läser" (tyska: Leipzig liest), en av Europas största läsfestivaler.